# Serrat de Moixerolers

El Serrat de Moixerolers, respecte del terme d'Abella de la Conca

El Serrat de Moixerolers és un serrat del terme municipal d'Abella de la Conca, quasi a l'extrem nord del terme, a la vall de Carreu, a la comarca del Pallars Jussà.
És un serrat que puja de sud-oest a nord-est, en direcció a la Serra de Boumort, de la qual és un dels contraforts meridionals. És força enlairat al nord del poble de Carreu.

## Etimologia
Aquest serrat pren el nom de Moixerolers, derivat de Moixerola, diminutiu de Moixera. Segons Joan Coromines, és, encara, un derivat de moix (aiguamoix, aiguamoll), que indicaria la humitat natural de la terra del lloc. El mateix Coromines, però, indica que també podria procedir de la planta moixera, derivada del llatí mustearia, interpretació que també dona el Diccionari català-valencià-balear.